# Kakaï
 (février 2010).
Si vous disposez d'ouvrages ou d'articles de référence ou si vous connaissez des sites web de qualité traitant du thème abordé ici, merci de compléter l'article en donnant les références utiles à sa vérifiabilité et en les liant à la section « Notes et références ».

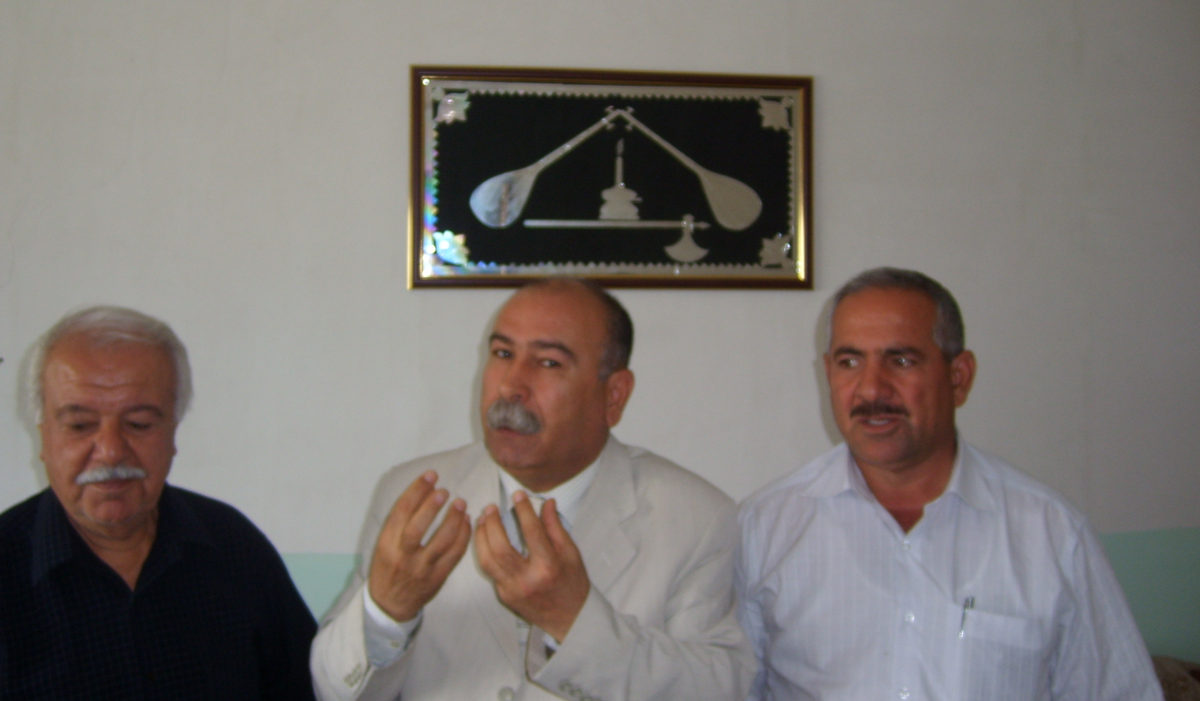
Trois membres kakaï devant une image symbolique.

Les Kakaï forment une communauté kurde hétérodoxe d'Irak.

## Géographie
Les Kakaï occupent une trentaine de villages du Kurdistan irakien, principalement dans les environs de Kirkouk et de Khanaqin, ainsi qu'à proximité des villes de Tall Afar et Mossoul. Parmi eux, la tribu des Sarlî est concentrée dans six villages situés dans la région où le Grand Zab se jette dans le Tigre.

### Religion
Les Kakaï ne sont pas musulmans, mais adeptes d'une religion particulière, le yarsanisme, que l'on retrouve aussi au Kurdistan iranien, où elle est appelée Ahl-i Haqq.

### Linguistique
Ils parlent un dialecte kurde rattaché au groupe du goranî,.

## Histoire
Ils ont probablement vu le jour en tant que groupe ethnique distinct autour du XVIe siècle, sur fond de rivalités ottomano-safavides.
Les Kakaï, tout comme d'autres communautés kurdes hétérodoxes de ce pays tel que les Shabaks, les Bajalans et les Yezidis, ont beaucoup souffert des politiques d'assimilation et d'homogénéisation ethniques mises de l'avant par le gouvernement irakien durant les années 1970 et 1980.